# Az Antillák világa
Az Antillák világa (Bourses de voyage) regényt Jules Verne 1899-ben május és augusztus vége között írta. Először folytatásokban a Magasin d'éducation et de récréation folyóirat közölte 1903. január 1. és december 15. között, majd Pierre-Jules Hetzel adta ki a két részes művet könyv formájában, az első részt 1903. július 3-án, majd a két részt egyben 1903. november 19-én. Ez Verne egyik kevésbé ismert regénye, 2018-ig csak tizennégy nyelvre fordították le. A regény magyar címe nem az eredeti fordítása, ahogy a spanyol sem: A Halifax kalózai (Los Piratas del Halifax).
„Noha most nagyon kevesen tudok dolgozni – borzalmasan keveset a korábbi napokhoz képest –, évekkel megelőzöm a nyomdát. Hamarosan megjelenik az „Extraordinary Voyages" sorozatban a legújabb könyvem, „Bourses de Voyage“ a címmel – a sorozatban tizenhárom teljes kézirat áll a sajtó készen. Mint tudod, évente két kötetet teszek közzé, amelyek először folytatásban jelennek meg a „Magasin de Récréation"–ban, amelynek egyik alapítója voltam. Most dolgozom az új regényemen, amelyet 1910–ben akarnak kiadni. Mint általában, reggel hat órakor felkelek és tizenegyig vagyok az íróasztalnál. Délután, mint mindig, a Société Industrielle olvasótermébe megyek, és annyit olvasok, amennyit a szemem enged olvasni.“

## Tartalom
Jó tanulmányi eredményükért jutalmul kilenc diák, egy tanár kíséretében hajóra szál, hogy bejárja az Antillákat. Elfogott kalózok szöknek meg fogságból és megszereznek egy hajót, hogy elmeneküljenek. Verne regényében, az író szokásának megfelelően, a jók megmenekülnek és elnyerik méltó jutalmukat, a rosszak megbűnhődnek. Az olvasó pedig megismerheti kilenc Karib-tengeri sziget történetét.
|  | Alább a cselekmény részletei következnek! |

A londoni Antilian-School év végi bizonyítvány osztásakor kilenc eminens diák ritka ajándékot kap, vitorláshajóval bejárhatják az Antillákat. Az ajándékozó Mrs. Kethlen Seymour, egy gazdag barbadosi özvegy. A diákok – Hinsdale Roger, Howard John, Perkins Hubert (angolok), Clodion Lajos, Renault Tony (franciák), Harboe Nils, Wickborn Axel (dánok), Leuwen Albert (holland) és Anders Magnus (svéd) mind az Antillák egyik szigetén született, még ha családjaik már nem is ott élnek. A gimnazista korú fiúkat az útra Mr. Patterson Horatio, az iskola volt latin és irodalom professzora kíséri el. Pattersont meglepetésként éri a megbízatás, végrendeletet ír és felkeresi lelki pásztorát is. A hajó az írországi Corkból indul, a hajó neve Alert, Paxton kapitány irányítása alatt. Őt Mrs. Seymour baráti tanácsra választotta, személyesen nem is találkoztak. A tanár és a fiók időben megérkeznek Corkba, és felszállnak az Alert-re.
Érkezésük előtti napon Corkban megszökik a Halifax kalózkodásért lefogott legénysége, a szökevények kétségbeesetten keresik a városból kivezető utat. Egy újságcikkben olvasnak az Alert-ről, és eltökélik, megszerzik a hajót és azzal elszöknek. Sikerrel kicselezik az őket kereső rendőröket, feljutnak a hajóra, és Paxton kapitánnyal együtt a teljes személyzetet lemészárolják. Harry Markel, a kalózok kapitánya átolvassa a hajón levő iratokat, így megtudja, hogy az út végén a diákokat Mrs. Seymout fejenként hétszáz arannyal ajándékozza meg. Kapzsiságból úgy dönt, döntenek a kalózok, hogy eljátsszák Paxton és a többiek szerepét, megtévesztik a diákokat, és csak az után ölik meg őket, hogy megkapták a pénzjutalmat.
Ettől kezdve a regényben felváltva követik egymást a békés hajózás és szigetlátogatás eseményei a kalózok esetleges lebukását felvillantó epizódok.
Több napos szélcsend készteti veszteglésre a behajózott diákokat a corki öbölben, a kapitány nem mer gőzvontatást kérni a nyílt tengerre jutáshoz, nehogy valaki felismerje. Az egyik legyilkolt matróz hulláját, a kalózok minden elővigyázatossága ellenére, a partra sodorja a tenger, ezért rendőrök keresik fel a hajót, de Markel kivágja magát.
Feltámad a szél, az Alert neki indul az Atlanti-óceánnak. Patterson tengeri beteg. Markel igyekszik elkerülni, hogy más hajó közelébe kerüljenek. Már látják a Szent Tamás sziget hegycsúcsát, amikor megállítja őket az Essex cirkáló. Egy tiszt vezetésével átszállnak az Alertre. Kiderül, hogy az Essex-et az aggódó Mrs. Seymour kérésére a kormányzó küldte az Alert keresésére, mert a hajó késett. Az Essex tisztje észreveszi, hogy egy ember hiányzik a legénységből, de Markel egy hihető hazugsággal kimagyarázza magát.
Kikötnek a dán birtok Szent-Tamás szigetén, ahol NIels Harboe találkozik rég nem látott bátyjával. A diákok tanárukkal partra szállnak, de a kapitány elég ridegen elhárítja meghívásukat. Pár nap múlva tovább vitorláznak a Szent Márton és Szent-Bertalan szigetek felé. A Szent Márton-sziget holland felén,  Phiipsburgban kötnek ki a  Leuwen Albert kedvéért, de a két francia diák követelésére Markel kapitány kelletlenül áthajózik Marigotba. Egy helyi kereskedő a diákokat és a kapitányt is meghívja ebédre, de Markel elég ridegen elhárítja a meghívást.
A Szent Bertalan-szigetre tartva egy francia hadigőzös előzi meg őket. Anders Magnus alig várja már, hogy svéd földre lépjen, ám meglepetésükre francia zászló leng a kikötő felett, Svédország eladta a szigetet Franciaországnak 270 ezer frankért, a hadigőzös épp birtokbavételhez sietett.
A következő állomás Antigua szigete, Saint John a főváros, ahol Perkins Hubert anyja és testvérei élnek. Itt is meghívják a kapitány ebédre, amit Markel szokott módon ridegen elhárít. Négy napig időznek a szigetnél. Az indulás napján egy matróz evez egy csónakban az Alerthez, hogy találkozzon ott szolgáló régi cimborájával, Markel ismét kivágja magát mondván, betegen Corkban maradt a matróz.
Guadeloupe a következő sziget, amit felkeresnek. Itt vár rájuk Clodion Lajos nagybátyja, aki illendően mindenkit vendégül lát, Markel kapitány szokásához híven nemet mond. Innen áthajóznak Dominikára, ahol John Howard született. A családja már Európában él, de dajkája itt, felismeri, nagy öröm. Markel biztonságból nem is köt ki, csak horgonyt vet az öbölben, a fiúk csónakkal mennek a partra. Dominika angol gyarmat, a kapitány tart attól, hogy valaki rájön, hogy nem ő Paxton kapitány. És így is történik, a fiúk találkoznak egy öreg tengerésszel, aki ismeri Paxtont. Szerinte alacsony, köpcös, vörös hajú – Markel pedig szálas, magas és fekete hajú. Ned Butlar, a tengerész, csónakba száll, és felkeresi az Alert-et, de ott azt hazudják neki, hogy a kapitány nincs a fedélzeten.
A következő megálló a Martinique-i Fort-de-France városa. A szigeten tett kirándulások során Patterson elvész. Amikor rátalálnak kába és egy kígyóról beszél, ami rátámadott, de ő a botjával leütötte. És valóban, a fiúk találnak egy döglött kígyót a közelben egy fáról lógva. Ám hamar rájönnek, hogy egy közeli állat-preparáló művéről van szó, de nem árulják el tettére roppant büszke tanáruknak. A kígyót is visszaviszik az Alert-re.
Egy nap alatt érnek át Castriesbe, Santa Lucia fővárosába, ahol Hinsdale Roger született. A családi ültetvények vezetője látja vendégül a nyerteseket. Az Alert ellátása végett Markel minden kikötőben az indulás előtti órákban partra küldött egy csónakot zöldségért, friss húsért. Most is így tesz, de az egyik matróza nem tér vissza, helyette a révkapitány csónakja közelít az Alert-hez. Kiderül, hogy a matróz tajt részeg, össze-vissza beszélt Halifax-ról, kalózkodásról, dicsérte Markel kapitányt. Az ál Paxton megizzad, mire meggyőzi a révkapitányt arról, hogy az egész csak részeg zagyválás, a visszakapott emberét a hajófenékbe zárja.
S végül elérnek Barbadosra, ahol Mrs. Seymour vár a diákokra. Markel és emberei tűkön ülve várják, hogy a diákok megkapják a pénzt. Mrs. Seymour ellátogat a hajóra – soha nem találkozott még Paxtonnal. Mindent nagyon szépnek talál, mindennel meg van elégedve, a kapitánynak és a matrózoknak külön pénzjutalmat ad. Mrs. Seymour kérésére a hajóra felveszik Will Mitzet, aki vizsgázott másodkapitány.
A diákok, tanáruk és Will Mitz is hajóra száll, hogy visszatérjenek Európába. Mitztől a legénység távolságot tart, a diákok viszont azonnal bizalmukba fogadják. A kalózok készülnek a tömegmészárlásra, ám a kora esti szélcsendben egy nagyobb hajó közelébe sodródnak. Ezért haboznak, nehogy onnan bármit is meghalljanak vagy meglássanak. Ám miközben tervezgetnek, az álmatlan Will Mitz kihallgatja őket.
Mitz csendben felébreszti a diákokat és a tanárt, leereszkednek egy, az előző nap vízen hagyott csónakba. A tervük az, hogy áteveznek a közelben álló nagyobb hajóhoz. Az éjszaka sötétje és a leszálló köd megtréfálja őket, a félórás evezés helyett több órás bolyongás után visszaérnek a saját hajójukhoz. Épp időben, mert kitisztul az idő, a nap lassan felkel. A másik hajó épp látható a horizonton. A kalózok még nem ébredtek fel, így lezárják a fedélközt, hogy ne jöhessenek fel.
Mitz irányításával megpróbálnak visszajutni a legközelebbi szigethez, de nem nagyon tudják, merre is lehetnek. Ráadásul állandóan figyelni kell, hogy a bezárt kalózok ki ne törjenek. A fáradság lassan leveri a fiúkat, vihar is támad, ami megtépázza a vitorlázatot. S a hajó belsejéből fekete füst száll fel, valami ég. Jobb híján a csónakba mentenek ivóvizet, élelmiszert és maguk is átszállnak. Pár perc múlva az Alert elveszti az egyik, majd maradék két árbócát is. A hajón levő tűz berobban a raktérben, az Alert elsüllyed, magával víve a Halifax kalózait.
A csónak kis vitorlájával és evezve próbálnak a vélt szigetek felé haladni, de egyre reménytelenebb vállalkozásnak tűnik, a fiúk egymás után adják fel. Mitz tart ki egyedül, amikor hajót pillantanak meg, amely észre veszi őket.
Mindenki szerencsésen visszaért Londonba. Kiderül, hogy Patterson letétbe helyezett egy iratot, mely szerint minden vagyonát eladja a feleségének és el is válik tőle, mert özvegyként gyámság alá került volna. Az asszony viszont széttépte ezt a papírt, így nincs helye új esküvőnek. A kitömött kígyó az Alert-tel együtt a tenger fenekén nyugszik.
|  | Itt a vége a cselekmény részletezésének! |

## Fejezetek
ELSŐ RÉSZ.
1. A furcsa ösztöndíj.
2. Mrs. Kethlen Seymour eszméi.
3. A Patterson-házaspár.
4. A «Kék róka»-csapszék.
5. Az orvtámadás.
6. A gaztett után.
7. Az «Alert» födélzetén.
8. Veszteglés az öbölben.
9. Még egy kritikus pillanat.
10. Az éjszak-keleti szél.
11. A tengeren.
12. Az Atlanti-óceánon keresztül.
13. Az «Essex» cirkálóhajó.
14. Szent-Tamás szigete.
15. Saint-Martin és Szent-Bertalan szigetek.

MÁSODIK RÉSZ.
1. Antigua.
2. Guadeloupe és Dominica.
3. Martinique.
4. Santa Lucia.
5. Barbados.
6. Az első nap.
7. Az első éjszaka.
8. Will Mitz.
9. A ködös éjszakában.
10. Urak a hajón!
11. Három napi küszködés.
12. Az utolsó megpróbáltatás.
13. Befejezés.

## Értékelés
„Mint a két Kip testvérnek, mely az óceániai szigettengert intézte el, Az Antillák világa (1903) c. regénynek is földrajzi célja van. S mind a kettő bűnügyi regénybe burkolja a bedekkerszerű ismeretközlést. Itt is, mint amott, gazemberek lopóznak a hajóra s úrrá akarnak lenni fölötte. Egyéb emlékeket is felhasznál a fáradt író. Hősei diákok, az Antilian School ösztöndíjas növendékei (innen a francia cím: Bourses de voyage, utazási ösztöndíjak), a Két évi vakációból járnak fel kísérteni. Will Mitz a »tizenötéves kapitány« utóda, a tengertől rettegő Patterson Horatio pedig mielőtt az Antilian-School gazdasági igazgatója lett volna, a Robinzonok iskolájában volt tánctanár.
A Föld felszínének ismerete haszon, nem ismerése gyakorlati kár okozója lehet. Milyen jó, hogy A francia zászló Simon Hartja felismeri a Back-Cup szigetet és milyen kár, hogy Paganelnek nem jut eszébe a Mária Terézia sziget másik neve. A politikai földrajz kisebb-nagyobb csattanókkal szolgál a regényírónak: Cascabelék Alaszka határán örömmel látják az Unió lobogóját s ebből tudják meg, hogy ez néhány napja már nem orosz birtok; az Antilian-School svéd diákja lesújtva pillantja meg Szent Bertalan-szigetén a várt svéd zászló helyett a francia trikolórt: a szigetet Svédország eladta.”

– Hankiss János

## Szereplők
- Ardagh Julián, az Antilian-School igazgatója
- Hinsdale Roger, angol, diák, Santa-Lucia szülötte
- Howard John, angol, diák, Dominika szülötte
- Perkins Hubert, angol, diák, Antigua szülötte
- Clodion Lajos, francia, diák, Guadeloupe szülötte
- Renault Tony, francia, diák, Martinique szülötte
- Harboe Nils, dán, diák, Szent Tamás szülötte
- Wickborn Axel, dán, diák, Santa-Cruz szülötte
- Leuwen Albert, dán, diák, Saint-Martin szülötte
- Anders Magnus, svéd, diák, Szent-Bertalan szülötte
- Mr. Patterson Horatio, kísérő tanár
- Mrs. Patterson, Mr. Patterson neje
- Mrs. Kethlen Seymour, barbadosi özvegy
- Paxton, az Alert kapitánya
- John Forster, az Alert matróza
- James Brown, a Concordia kapitánya
- Niels Khrisztian, Niels Harboe bátyja
- Guillon, Saint martini kereskedő
- Perkins, Perkins Huber apja
- Barrand Henry, Clodion Lajos nagybátyja
- Kate Grinda, Howard John dajkája
- Ned Butlar, matróz
- Falkes Eduárd, Santa luciai jószágigazgató
- Well, Mrs. Seymour jószágigazgatója
- Will Mitz, másodkapitány
- Harry Markel, a Halifax kapitánya
- Carpenter John, a Halifax vitorlamestere
- Ranyah Cogh, a Halifax szakácsa
- Will Corty, a Halifax matróza
- Morden, a Halifax matróza

## Érdekességek
- Verne regények, melyben a főszereplő(k) fiatal: A tizenöt éves kapitány, Kétévi vakáció és a Senki fia. A négy regény közül Az Antillák világa az, amelyikben hőseihez a legkevesebb érzelemmel viszonyul.

## Magyar kiadások
- Az Antillák világa, fordította: Zigány Árpád, Franklin, 1905, Budapest, a Verne Gyula összes munkái sorozat részeként
- Az Antillák világa, fordította: Zigány Árpád, Alexandra, Pécs, 1996, ISBN 9633671493
- Kalózokkal az Antillákra, fordította: Sallay Gergely, Unikornis, Budapest. 1998, ISBN 9634272428
- Az Antillák világa, fordította: Zigány Árpád, Írásművek, Budapest, 2011, ISBN 9786155040412
- Az Antillák világa, fordította: Zigány Árpád, Adamo Books, Budapest, 2017, ISBN 9789634531722